# 暗数殺人
『暗数殺人』（あんすうさつじん、原題：암수살인、英題：Dark Figure of Crime）は、2018年に韓国で公開されたクライムサスペンス映画。監督はキム・テギュン。主演はキム・ユンソク、チュ・ジフン。2012年に韓国・SBSで放送されたドキュメンタリー番組『それが知りたい』の中で取り上げられた実際の事件がモチーフとなっている。日本では2020年4月3日に公開された。
タイトルの「暗数」とは、主に犯罪統計において、警察などの公的機関が認知している犯罪件数と実社会で起きている件数の差を指す。

## ストーリー
恋人を殺害した罪で逮捕されたカン・テオ（チュ・ジフン）は、刑務所の中でキム・ヒョンミン刑事（キム・ユンソク）に驚くべき告白をする。それは、自分が7人もの人間を殺したこと。しかし、テオの証言に証拠はなく、警察内部でもまともに取り合う者はいない。そんな中、テオの証言に信憑性を感じたヒョンミンは、上層部の反対を押し切って捜査を進めていく。ついにテオの証言どおり白骨死体が発見されるが、自分は死体を運んだだけだと証言を覆すテオ。全てを明らかにするため、ヒョンミンは残る死体の捜索を続ける。

## キャスト
- キム・ユンソク：キム・ヒョンミン（吹替：山路和弘）
- チュ・ジフン：カン・テオ（吹替：日野聡）
- チン・ソンギュ：チョ刑事（吹替：赤坂柾之）
- チョン・ジョンジュン（朝鮮語版）：刑事課長
- ホ・ジン（朝鮮語版）：ジヒの祖母
- キム・ジュンギ（朝鮮語版）：弁護士
- キム・ヨンウン（朝鮮語版）：チョンボン
- チョン・ギソプ（朝鮮語版）：ハン刑事
- イ・ポンリョン（朝鮮語版）：カン・スクチャ
- チョン・グッカン（朝鮮語版）：ヒョンミンの父
- ペ・ヘソン（朝鮮語版）：パク・ミヨン
- クォン・ソヒョン（朝鮮語版）：オ・ジヒ
- ウォン・ヒョンジュン（朝鮮語版）：キム・ウクチョル
- パク・ジニョン：判事
- イ・ジェヒョン：チェ・ドンジュ
- パク・ウシク：ファン・チルギュ

## 受賞
- 第39回青龍映画賞：脚本賞（クァク・キョンテク、キム・テギュン）
- 第39回青龍映画賞：人気スター賞（チュ・ジフン）
- 第55回百想芸術大賞：映画部門 シナリオ賞（クァク・キョンテク、キム・テギュン）
- 第24回春史大賞映画祭：新人監督賞（キム・テギュン）
- 第24回春史大賞映画祭：主演男優賞（チュ・ジフン）
- 第38回韓国映画評論家協会賞：脚本賞（クァク・キョンテク、キム・テギュン）
- 第38回韓国映画評論家協会賞：ヨンピョン11選
- 第39回黄金撮影賞：最優秀主演男優賞（チュ・ジフン）
- 第5回韓国映画制作者協会賞：主演男優賞（チュ・ジフン）
- 第7回大韓民国ベストスター賞：ベスト主演賞（キム・ユンソク）
- 第3回ロンドン東アジア映画祭：主演男優賞（キム・ユンソク）